# Tərəqqi-Medaille
Der Tərəqqi-Medaille (aserbaidschanisch: “Tərəqqi” medalı, auf Deutsch: Medaille des Fortschritts oder Fortschrittsmedaille) ist eine Medaille der Republik Aserbaidschan.

## Geschichte
Am 10. November 1992 bestätigte die Nationalversammlung Aserbaidschans das Dekret Nr. 370 des zweiten aserbaidschanischen Präsidenten Əbülfəz Elçibəy über „die Einrichtung von Orden und Medaillen der Republik Aserbaidschan“ (Azərbaycan Respublikasının orden və medallarının təsis edilməsi haqqında), das auch die Stiftung der Tərəqqi-Medaille vorsah. Mit dem Dekret Nr. 758 des dritten aserbaidschanischen Präsidenten Heydər Əliyev vom 6. Dezember 1993 über die „Genehmigung des Statuts und der Beschreibung der Tərəqqi-Medaille der Republik Aserbaidschan“ (Azərbaycan Respublikasının “Tərəqqi” medalının Əsasnaməsinin və təsvirinin təsdiq edilməsi haqqında) wurde die Medaille offiziell gestiftet.
Die erste Überarbeitung erhielt die Tərəqqi-Medaille am 6. Februar 1998 durch das Änderungsdekret Nr. 429-IQD. Mit dem Dekret Nr. 727-IVQD vom 30. September 2013 erhielt die Tərəqqi-Medaille zum zweiten Mal eine Überarbeitung. Am 6. Oktober 2015 wurden durch das Änderungsdekret Nr. 1368-IVQD die Wörter „öffentliche Bildung“ (xalq təhsili) durch die Wörter „Recht, Bildung“ (hüquq, təhsil) in den Verleihungskriterien ersetzt.

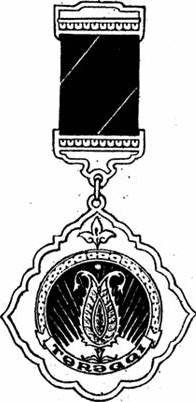
1993
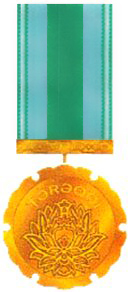
Bis 2009
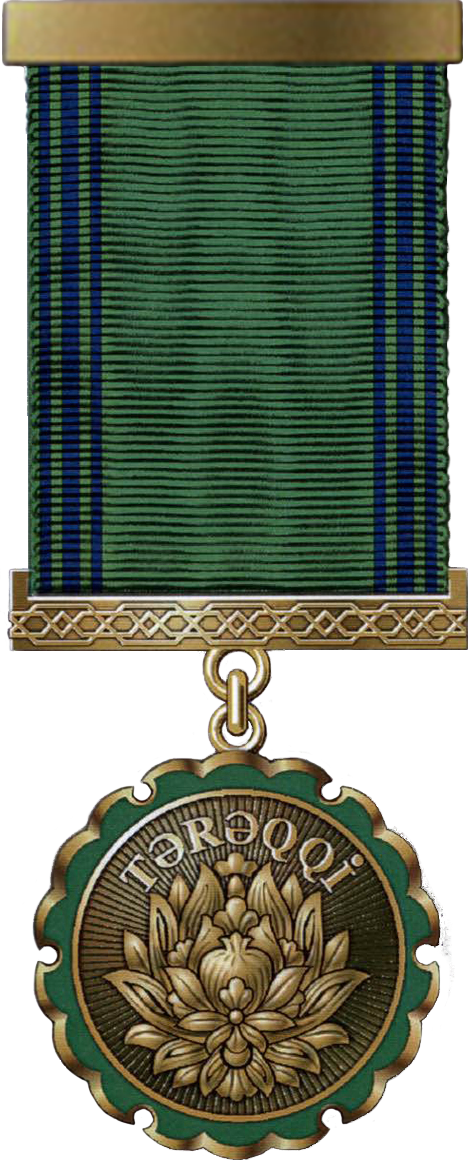
Seit 2009

## Verleihungskriterien und Tragweise
„1. Die ‚Tərəqqi‘-Medaille der Republik Aserbaidschan wird den Bürgern Aserbaidschans, ausländischen Bürgern und Staatenlosen verliehen:
für ihre Erfolge in den Bereich der Industrie und Landwirtschaft;
für Erfindungen und innovative Verbesserungen von großer Wichtigkeit;
für besondere Leistungen in den Bereichen Wissenschaft, Kultur, Literatur, Kunst, Recht, Bildung und Gesundheit;
für besondere Leistungen beim Bau und Wiederaufbau der Volkswirtschaft;
für ihre Erfolge im Sport und in der Sporterziehung.
2. Die ‚Tərəqqi‘-Medaille wird auf der linken Seite der Brust und in Anwesenheit anderer Orden und Medaillen der Aserbaidschanischen Republik nach der ‚İgidliyə-görə‘-Medaille getragen.“

## Träger
Für eine Übersicht der Träger mit einem Artikel in der deutschsprachigen Wikipedia siehe die Kategorie:Träger der Tərəqqi-Medaille.